# Lodewijk De Witte
Lodewijk Maria Johannes Jozef Augustinus "Lode" De Witte (Zwevegem, 12 december 1954) is een Belgisch politicus en voormalig gouverneur van de provincie Vlaams-Brabant.

## Levensloop
Lodewijk De Witte groeide op in Zwevegem als een van de 15 kinderen van Ivan De Witte. Hij is de broer van Jozef De Witte, directeur van het Centrum voor gelijkheid van kansen en voor racismebestrijding, Michaël De Witte en van Willem De Witte. Na zijn studie aan de faculteit Rechtsgeleerdheid van de K.U.Leuven bleef hij als onderzoeker werkzaam en specialiseerde zich in opdracht van de EEG in arbeidsrechtelijke vraagstukken (m.n. het statuut van buitenlandse werknemers).
Sedert 1981 was hij verbonden aan het Emile Vandervelde-Instituut, waarna hij in 1988 in overheidsdienst aan de slag ging. Aanvankelijk als attaché in dienst bij het ministerie van Binnenlandse Zaken, maakte hij achtereenvolgens carrière als adviseur en later adjunct-kabinetschef van Louis Tobback.
In 1994 volgde zijn benoeming tot regeringscommissaris en belastte De Witte zich met de voorbereiding tot splitsing van de unitaire provincie Brabant. Van de nieuwe provincie Vlaams-Brabant die op 1 januari 1995 samen met Waals-Brabant tot stand kwam, werd hij de eerste gouverneur. In die hoedanigheid en mede vanuit zijn socialistische achtergrond, legt De Witte zich inzonderheid toe op het terrein van de sociale economie. In 2020 werd hij opgevolgd door Jan Spooren.

## Eretekens
- België: Grootofficier in de Leopoldsorde, KB van  8 januari 2016.